# Martian Successor Nadesico: Prince of Darkness
Martian Successor Nadesico: Prince of Darkness (яп. 機動戦艦ナデシコ -The prince of darkness- Кидо: Сэнкан Надэсико -Дза пуринсу обу да:кунэсу-) — полнометражный аниме-фильм режиссёра Тацуо Сато, выпущенный в 1998 году и являющийся продолжением аниме-сериала Martian Successor Nadesico.

## Сюжет
Прошло три года с момента последних событий сериала. Война с джовианцами закончилась и Земля и Юпитер заключили мир. Однако часть радикальных представителей Юпитера создала тайную организацию, желающую уничтожения Земли. Сначала они занялись похищением людей, способных к бозоновым прыжкам и, в частности, похитили Юрику и Акито, инсценировав их смерть. Теперь они начинают атаки на орбитальные колонии Земли. Для расследования этих атак Рури Хосино становится капитаном Надэсико-B и собирает старую команду Надэсико, так как для данной операции из соображений секретности не годятся военные. В этом фильме добавлен новый персонаж, мальчик Хэли Макиби, который сильно ревнует Рури к её прежней команде.